# Budersberg
Budersberg (en luxemburgués:  Butschebuerg) és una vila de la comuna de Dudelange del districte de Luxemburg al cantó d'Esch-sur-Alzette. Està a uns 13,9 km de distància de la Ciutat de Luxemburg.